# Mind of Mine
Mind of Mine è il primo album in studio del cantante britannico Zayn, pubblicato il 25 marzo 2016 dalla RCA.
Si tratta del primo lavoro solista del cantante dopo aver abbandonato gli One Direction nel 2015.

## Tracce
1. Mind of Mindd (Intro) – 0:57
2. Pillowtalk – 3:23
3. It's You – 3:46
4. Befour – 3:29
5. She – 3:09
6. Drunk – 3:25
7. Intermission: Flower – 1:44
8. Rear View – 3:21
9. Wrong (feat. Kehlani) – 3:32
10. Fool for You – 3:22
11. Borderz – 3:59
12. Truth – 4:05
13. Lucozade – 4:12
14. Tio – 2:58

Tracce bonus nell'edizione deluxe
1. Blue – 3:44
2. Bright – 2:56
3. Like I Would – 3:12
4. She Don't Love Me – 4:15

Tracce bonus nell'edizione di Target
1. Do Something Good – 3:51
2. Golden – 3:15

Traccia bonus nell'edizione giapponese
1. Pillowtalk (The Living Room Session) – 2:25

## Classifiche

### Classifiche settimanali
| Classifica (2016) | Posizione massima |
| ----------------- | ----------------- |
| Australia         | 1                 |
| Austria           | 2                 |
| Belgio (Fiandre)  | 8                 |
| Belgio (Vallonia) | 5                 |
| Canada            | 1                 |
| Corea del Sud     | 40                |
| Danimarca         | 9                 |
| Finlandia         | 3                 |
| Francia           | 3                 |
| Germania          | 9                 |
| Giappone          | 29                |
| Grecia            | 22                |
| Irlanda           | 2                 |
| Italia            | 2                 |
| Messico           | 1                 |
| Norvegia          | 1                 |
| Nuova Zelanda     | 1                 |
| Paesi Bassi       | 3                 |
| Polonia           | 2                 |
| Portogallo        | 1                 |
| Regno Unito       | 1                 |
| Repubblica Ceca   | 16                |
| Spagna            | 2                 |
| Stati Uniti       | 1                 |
| Svezia            | 1                 |
| Svizzera          | 5                 |
| Ungheria          | 14                |

### Classifiche di fine anno
| Classifica (2016) | Posizione |
| ----------------- | --------- |
| Australia         | 84        |
| Danimarca         | 95        |
| Francia           | 151       |
| Stati Uniti       | 56        |